# Shin-hanga

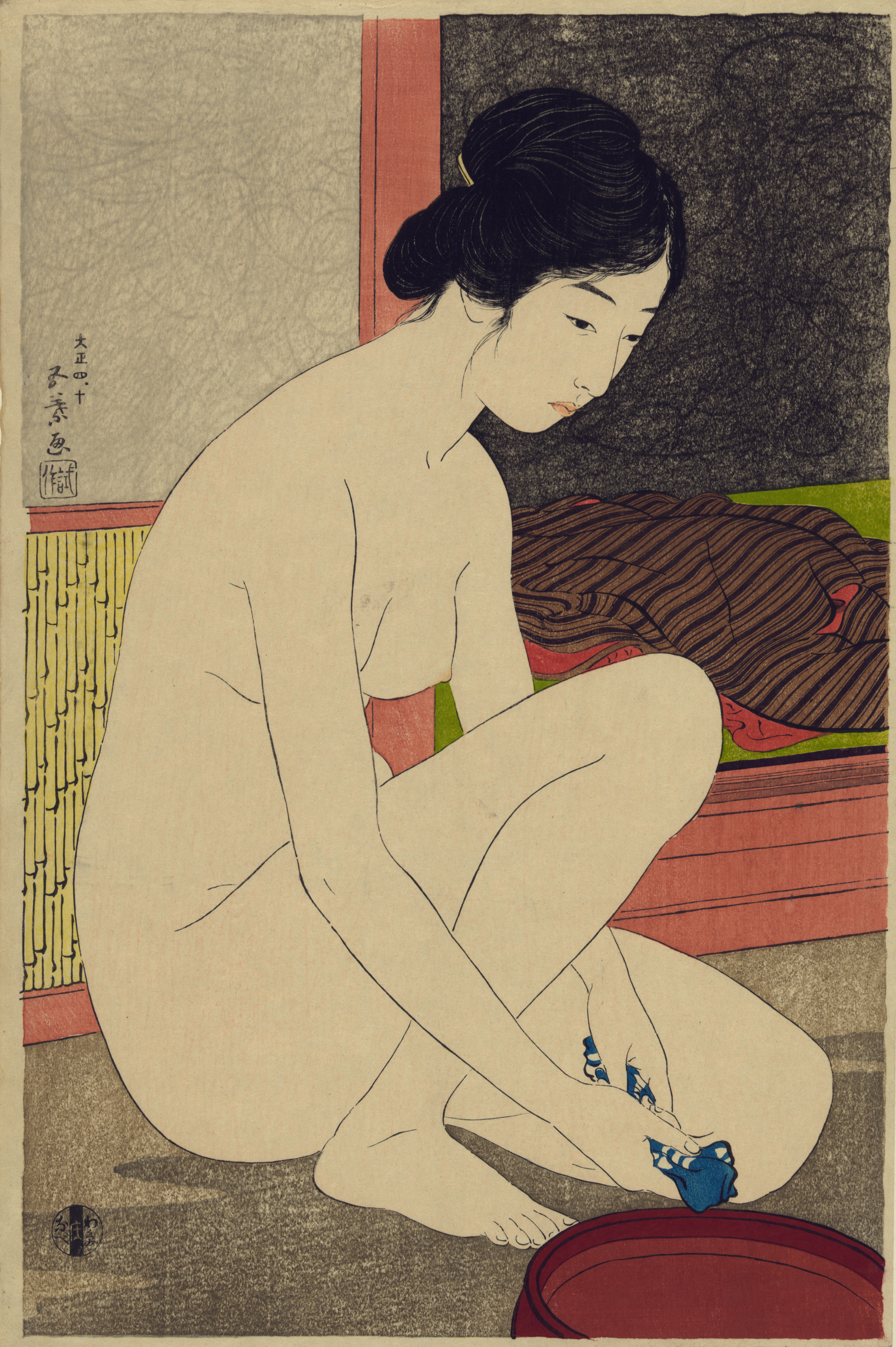
Hashiguchi: Im Bad (1915)

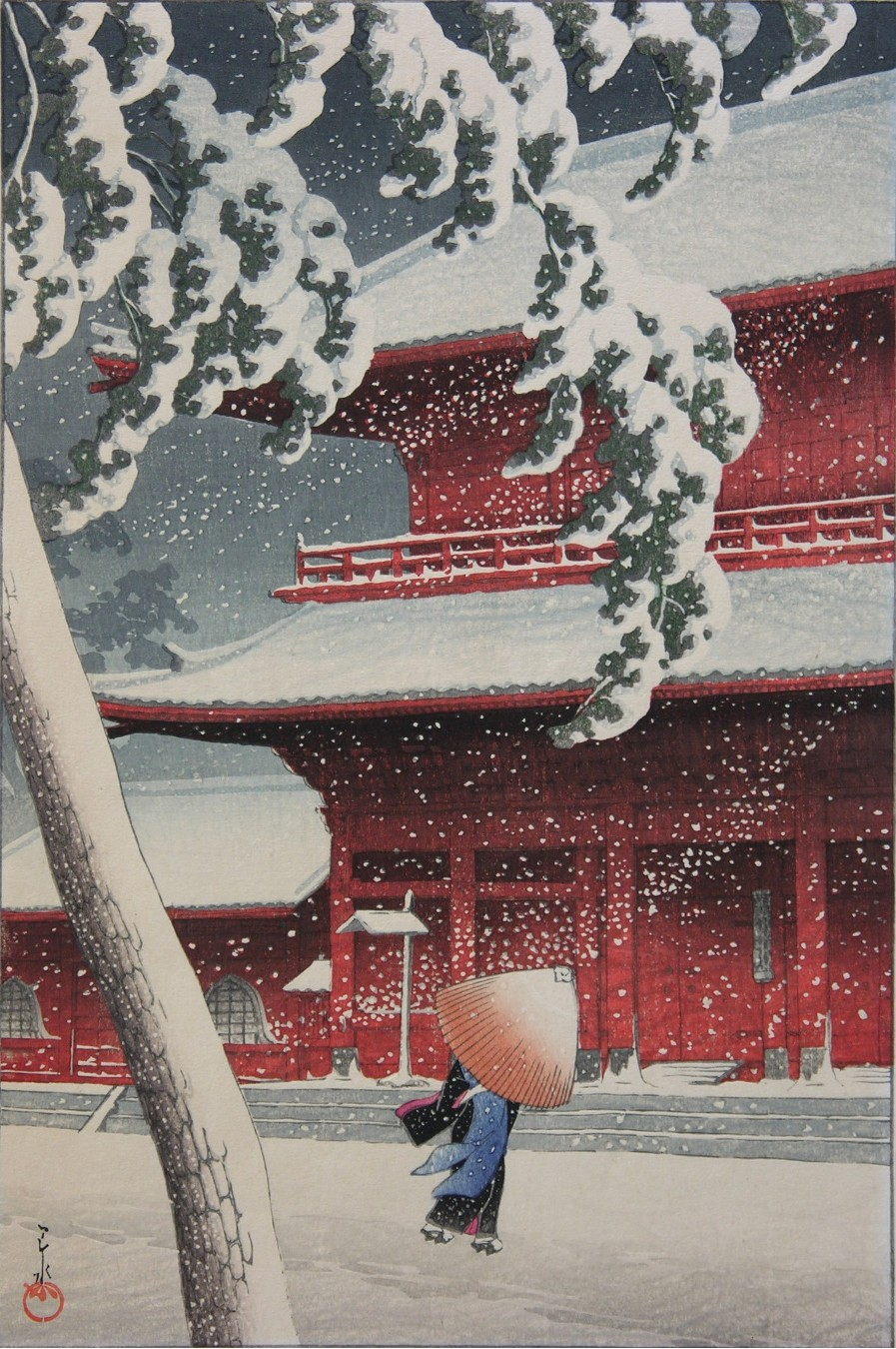
Kawase: Shiba Zōjōji (1925)

Shin-hanga (japanisch 新版画 „Neuer Druck“) ist eine Kunstrichtung des japanischen Holzschnittes, die zu Beginn des 20. Jahrhunderts entstand.

## Geschichte
Shin-hanga (auf Deutsch "neuer Holzschnitt") und Sōsaku-hanga (auf Deutsch in etwa "kreativer Druck" oder "selbstgestalteter Druck") sind zwei Kunstrichtungen des japanischen Holzschnittes, die zu Beginn des 20. Jahrhunderts entstanden. Der Begriff Shin-hanga wurde 1915 von dem Verleger und Kunsthändler Watanabe Shōzaburō (1885–1962) geprägt. Er hatte die Idee, Entwürfe von lebenden Künstlern in der traditionellen Fertigungsweise des Ukiyo-e von Holzschneidern und Druckern umsetzen zu lassen. Die Künstler übernahmen die Bilderwelt des Ukiyo-e (auf Deutsch "Bilder der fließenden Welt"), wie schöne Frauen, Kabuki-Darsteller, Blumen und Vögel, Landschaften und passten die Themen der Zeit an. Bei der Bildgestaltung übernahmen sie Anregungen aus der westlichen Malerei wie Perspektive und Schattierungen. Den Anschluss an die Ukiyoe-Tradition vermittelte Kaburagi Kiyokata (1878–1972), der bei Mizuno Toshikata (1866–1908) gelernt hatte, der seinerseits aus der Utagawa-Schule kam.
Der erste Künstler, den Watanabe ansprach, war Hashiguchi Goyō (1880–1921), der ihm mit einem Plakat für das Kaufhaus Mitsukoshi aufgefallen war. Der erste Shin-hanga mit dem Titel Im Bad (浴場の女, yuami), war mit der Betonung der Linie traditionell gehalten, inhaltlich entfernte er sich mit der Darstellung eines Frauenaktes an sich von der erotischen Tradition des Ukiyo-e. Shin-hanga-Holzschnitte waren in der ersten Hälfte des 20. Jahrhunderts besonders außerhalb Japans – vor allem in den USA – erfolgreich, da dort ein großes Interesse an traditionellen japanischen Motiven bestand.
Anders als in der Malerei der Zeit mit den japanischen Nihonga und westlichen Yōga war die Trennung zwischen Shin-hanga und den gleichzeitig florierenden Sōsaku-hanga nicht so strikt. Künstler wie Yoshida und Kasamatsu z. B. schufen zunächst Vorlagen für Watanabe, übernahmen aber später das Drucken selbst.
Zum engeren Kreis der Shin-hanga-Bewegung gehören neben Hashiguchi insbesondere Itō Shinsui (1898–1972) und Kawase Hasui (1883–1957). Weitere Künstler sind:
- Kasamatsu Shirō (笠松紫浪, 1898–1991)
- Kobayakawa Kiyoshi (小早川清, 1889–1948)
- Miki Suizan (三木翠山, 1887–1957)
- Natori Shunsen (名取春仙, 1886–1960)
- Ohara Koson (小原古邨, 1877–1945)
- Torii Kotondo (鳥居言人, 1900–1976)
- Uehara Konen (上原古年, 1877–1940)
- Yamamura Kōka (山村耕花, 1885–1942)
- Yoshida Hiroshi (吉田博, 1876–1950)
- Yoshikawa Kampō (吉川観方, 1894–1979)

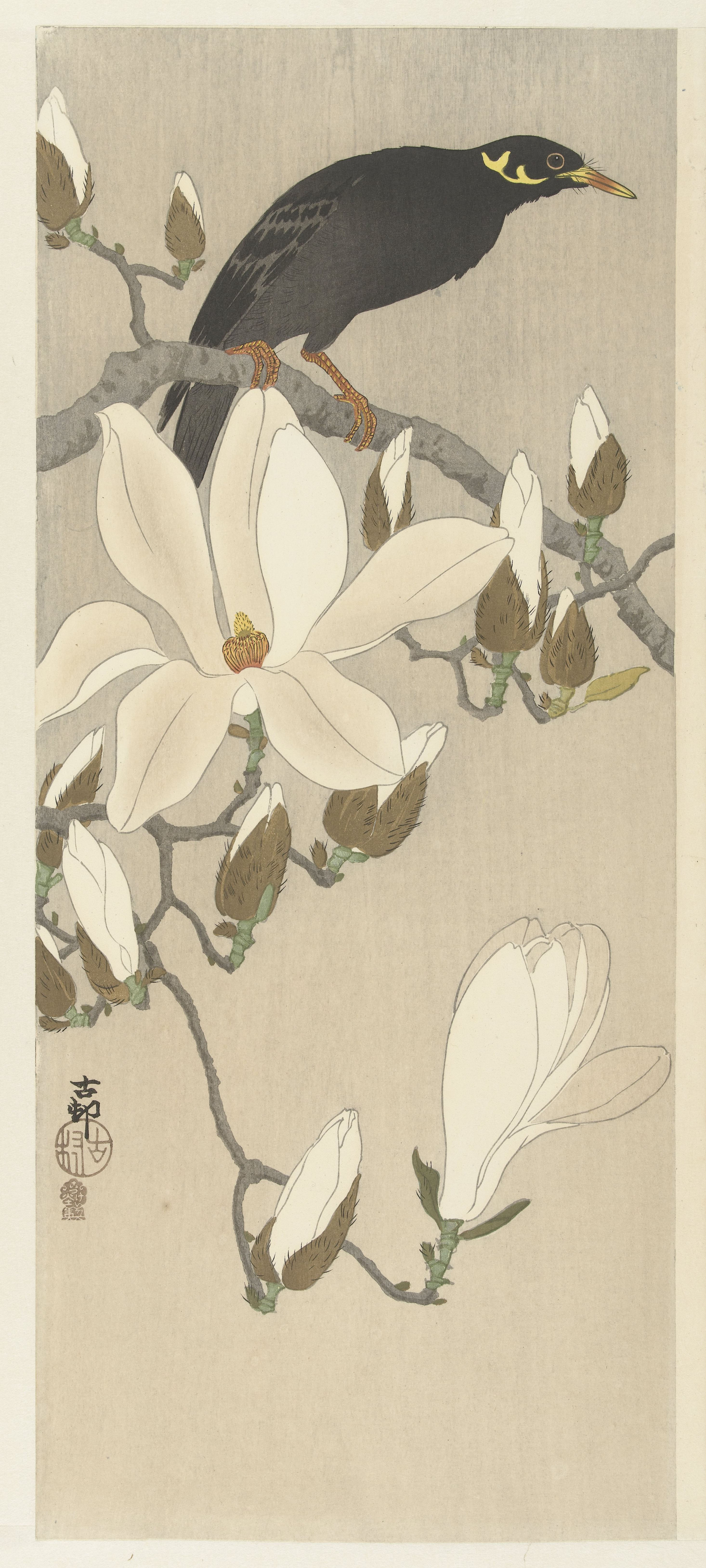
Ohara
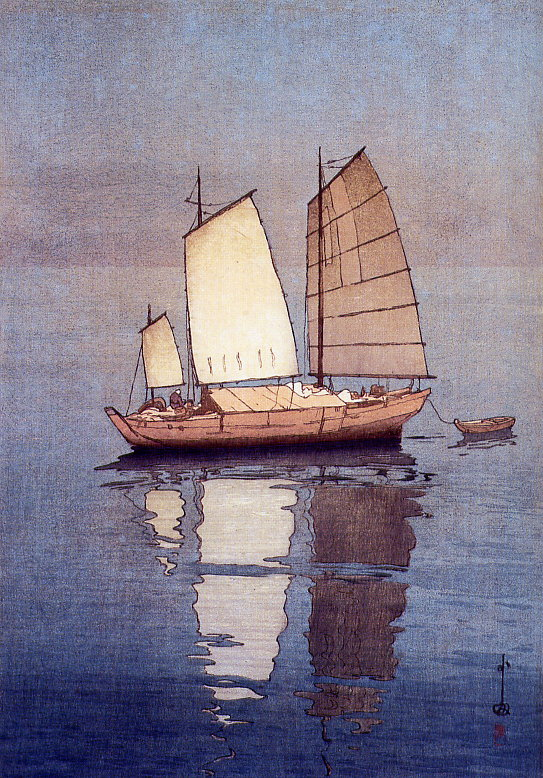
Yoshida (1921)
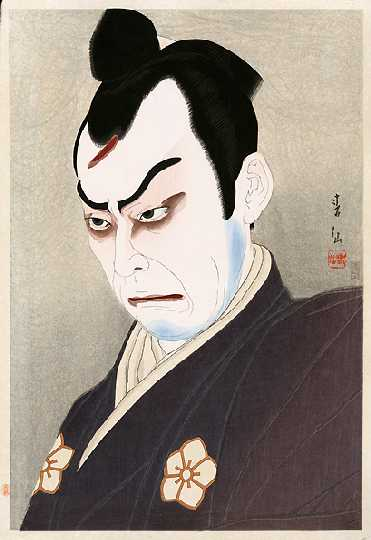
Natori (1926)
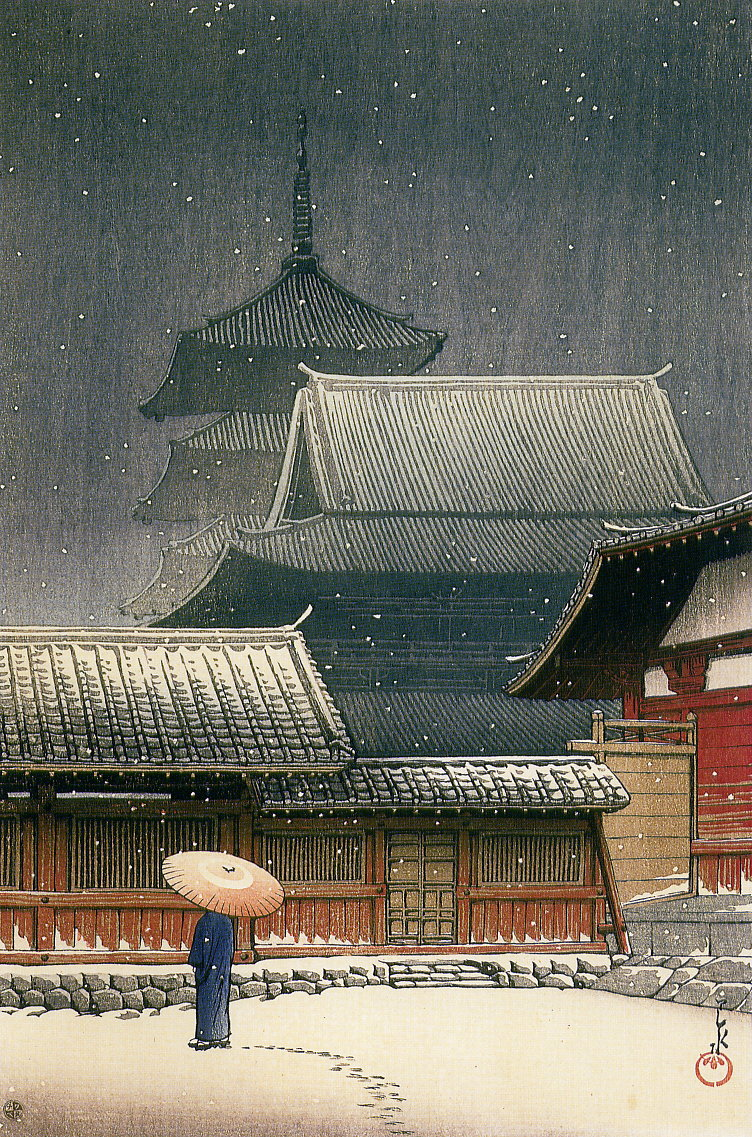
Kawase (1927)
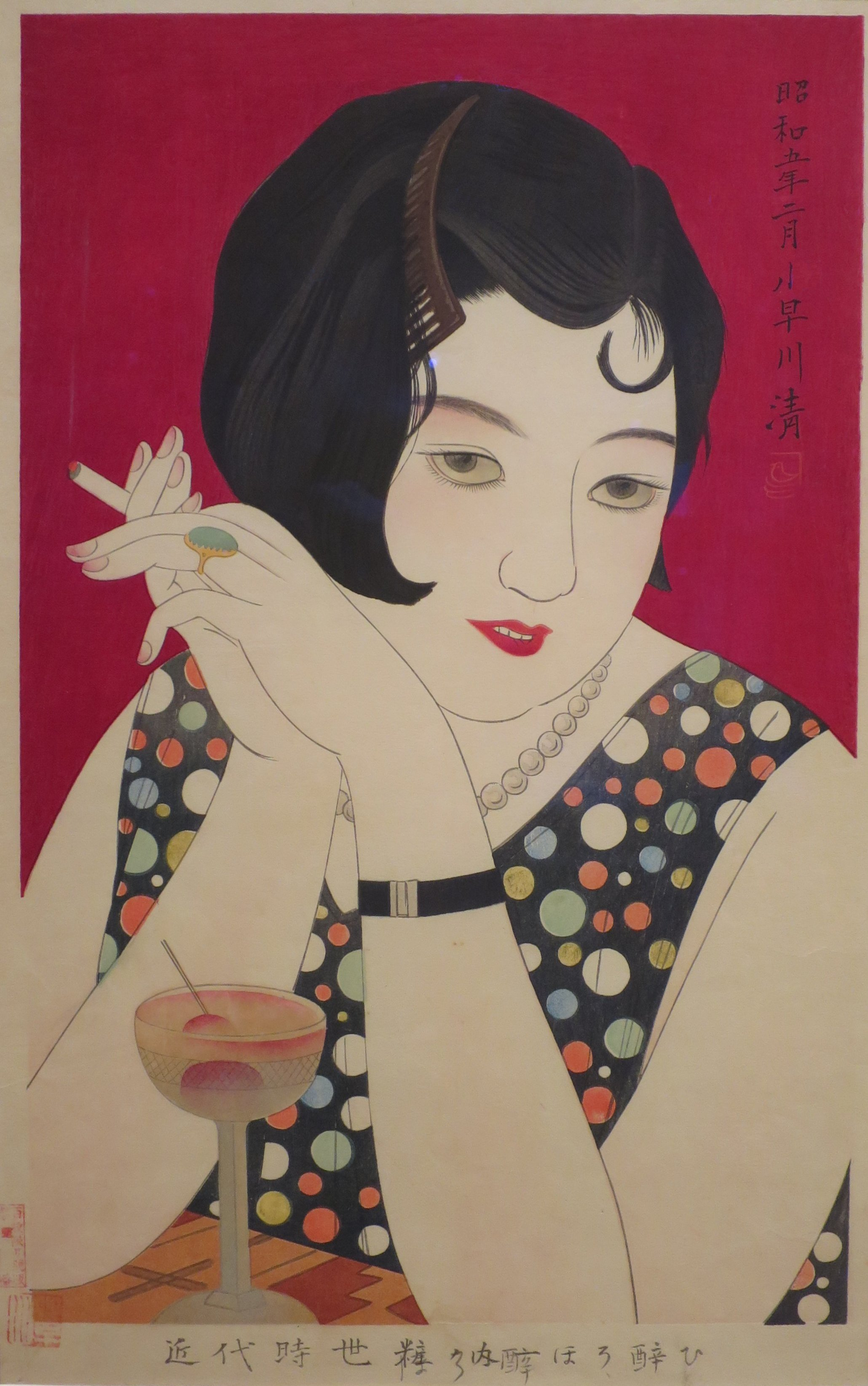
Kobayakawa (1930)
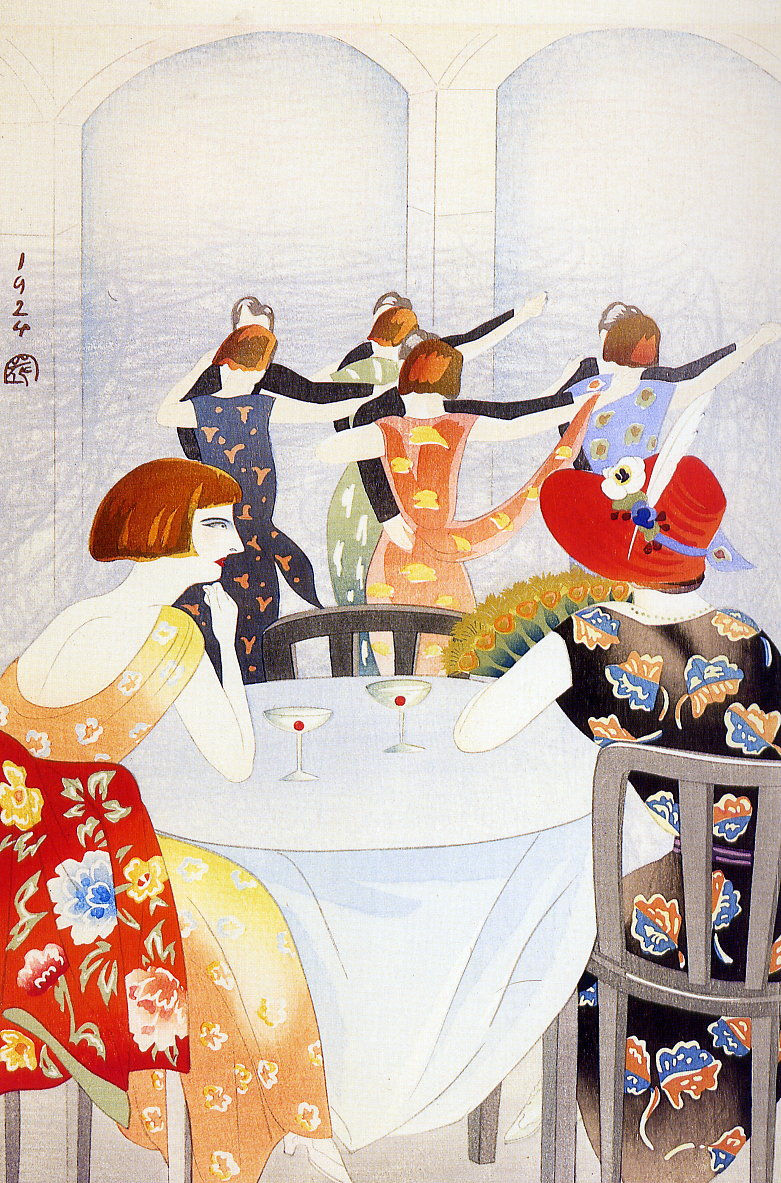
Yamamura (1924)

Auch einige Ausländer betätigten sich auf Anregung Watanabes in dieser Richtung, aus Österreich Fritz Capelari (1884–1950), aus England Charles W. Bartlett (1880–1940) und Elizabeth Keith (1897–1956). Watanabe verlegte dann auch ihre Drucke.
Mit Beginn des Zweiten Weltkrieges sank die Nachfrage nach Shin-hanga-Holzschnitten drastisch, aber danach gab es noch einmal eine steigende Nachfrage. Allerdings waren die wichtigsten Künstler alt geworden, die jüngeren Künstler interessierten sich mehr für die Sōsaku-hanga-Richtung. Watanabes Tod 1962 kann als Endpunkt der Shin-hanga-Bewegung angesehen werden.